# Tillväxthormonbrist
Tillväxthormonbrist är ett endokrint tillstånd av för låga nivåer tillväxthormon. Tillståndet kan vara medfött eller uppkomma i ung ålder och yttrar sig då framförallt i dvärgväxt. Det kan också uppkomma oberoende av ålder, vanligen till  följd av annan sjukdom eller hjärnskada.
Tillväxthormonbrist kan antingen bero på att inte tillräckligt tillväxthormon bildas, eller på att kroppen av någon orsak inte reagerar på det hormon som finns. Brist på hormonet ger också brist på IGF-1 och IGFBP-3. När tillståndet beror på resistens mot tillväxthormon, kallas det Larons syndrom, och beror då på medfödda förändringar i receptorn för hormonet. För låga nivåer tillväxthormon i vuxen ålder beror oftast på benigna tumörer i hypofysen eller i närliggande vävnad, eller på annan hypofyssvikt. Detta ger diffusa och svårdefinierade symtom, såsom minskad muskelmassa med ökad bukfetma och generell fetma, minskad fysisk styrka och ork, minskat psykiskt välmående (kraftlöshet, depressioner, humörsvängningar, nedsatt impulskontroll, och ökad social isolering), tunn och torr hud, dålig venös funktion, och kalla fingrar och fötter. Många vuxna minskar sin kroppslängd och drabbas av osteopeni, och får troligen ökad kardiovaskulär risk, samt löper större risk för insulinresistens.
Medfödd tillväxthormonbrist kan bero på mutationer i genen som kodar för tillväxthormon. Detta yttrar sig i motsvarande dålig tillväxt, med försenad mognad av skelettet, försenad mognad av de permanenta tänderna, för tidigt åldrande av huden med rynkor, ljus röst, försenad pubertet, bukfetma, barnsliga ansiktsdrag, och dvärgväxt.